# 宮本武藏 (2014年電視劇)
《宮本武藏》為朝日電視台慶祝開播55週年製作的日本時代劇，2014年3月15日及3月16日播出，共有2集。
本劇是由吉川英治同名小說改編而成的電視劇，是繼2003年播映的NHK大河劇《武藏MUSASHI》之後的最新改編作品。

## 劇情概要
無師自通且充滿野心的劍客宮本武藏，憑著年少輕狂及一股衝勁到處踢館，增進自己的劍藝，領悟到劍禪合一的意涵，巖流島之戰更讓他成為一流的劍客。在他遇見佐佐木小次郎之後，不但對他的高超武藝感到景仰，兩人更成對競爭對手，巖流島就是他們倆最終對決之處…

## 角色與演員
- 宮本武藏：木村拓哉（香港配音：蘇強文）
- 佐佐木小次郎：澤村一樹（香港配音：陳廷軒）
- 阿通：真木陽子（香港配音：朱妙蘭）
- 吉岡清十郎（吉岡直綱）：松田翔太（香港配音：李致林）
- 朱實：夏帆（香港配音：陳皓宜）
- 本位田又八：中山裕介（香港配音：陳卓智）
- 澤庵：香川照之（香港配音：李錦綸）
- 吉野太夫：中谷美紀（香港配音：黃玉娟）
- 阿甲：高岡早紀（香港配音：梁少霞）
- 吉岡傳七郎（吉岡直重）：青木崇高（香港配音：李鎮然）
- 植田良平：東幹久（香港配音：蕭徽勇）
- 青木丹左衛門：鶴見辰吾（香港配音：葉振聲）
- 祇園藤次：大衛伊東（香港配音：葉振聲）
- 池田輝政：笹野高史（香港配音：黃子敬）
- 石母田外記：龍雷太（香港配音：朱子聰）
- 法師：平泉成（香港配音：陳永信）
- 伊織：鈴木福（香港配音：謝潔貞）
- 阿嚴：宇梶剛士（香港配音：招世亮）
- 細川忠利：渡邊大（香港配音：梁偉德）
- 岩間角兵衛：今井雅之（香港配音：馮志輝）
- 佐助：緋田康人（香港配音：朱子聰）
- 赤壁八十馬：（井口薰仁）（香港配音：張炳強）
- 庄田喜左衛門：高杉亘（香港配音：張錦江）
- 木村助九郎：袴田吉彥（香港配音：關令翹）
- 村田與藏：篠塚勝（香港配音：馮錦堂）
- 出淵孫兵衛：比留間由哲（香港配音：劉昭文）
- 奈良井大藏：鶴田忍（香港配音：招世亮）
- 住持日觀：西田敏行（香港配音：陳永信）
- 阿杉：倍賞美津子（香港配音：袁淑珍）
- 柳生石舟齋：武田鐵矢（香港配音：潘文柏）
- 宮本村權大叔：赤塚真人（香港配音：張炳強）
- 本阿彌光悅：森本雷歐（香港配音：盧國權）
- 妙秀尼：八千草薰（香港配音：林丹鳳）
- 其他演員：安藤彰則、福本清三、吉澤健、谷口高史
- 旁白：市原悅子（香港配音：陸惠玲）

## 製作團隊
- 原作：吉川英治 「宮本武藏」（講談社）
- 導演：兼崎涼介
- 劇本：佐藤嗣麻子
- 音樂：服部隆之
- 攝影：唐澤悟
- 照明：木村明生
- 美術：吉田孝
- 錄音、整音：松陰信彥
- 編輯：米田武朗
- 記錄：永倉美香
- 助理導演：匂坂力祥
- 影像工程師：平野裕城
- 選曲：櫻田佳美
- 衣裝：松田孝
- 特殊化妝：飯田文江
- 假髮提供：山崎桂
- 日本傳統音樂指導：中本哲
- 舞蹈指導：猿若加於理
- 琵琶指導：友吉鶴心
- 笛指導：西脇建子
- 刀劍研磨指導：玉置城二
- 方言指導：北川肇、桃山光流、早川丈二
- 武術監修：谷垣健治
- 特技指導：福嶌徹、川本直弘、吉田浩之
- 攝影協力：萬福寺、教林坊、二條城、二尊院、上賀茂神社、仁和寺、伊賀上野城、大覺寺、安樂寺、神戶海洋博物館、興福寺、東映太秦電影村等
- 總製片人：橫地郁英
- 製作人：大江達樹、川島誠史、河瀬光（東映）
- 製作協助：東映
- 製作出品：朝日電視台

## 播出時間與收視率
| 各集   | 播出日期      | 關東地區收視率 | 播出時間          |
| ------ | ------------- | -------------- | ----------------- |
| 第一夜 | 2014年3月15日 | 14.2%          | 週六21:00 - 23:21 |
| 第二夜 | 2014年3月16日 | 12.6%          | 週日21:00 - 23:24 |

## 外部連結
- 緯來日本台官方網站（页面存档备份，存于）

## 節目的變遷
| 緯來日本台 週一至週五 22:00至24:00         | 緯來日本台 週一至週五 22:00至24:00                | 緯來日本台 週一至週五 22:00至24:00        |
| ------------------------------------------ | ------------------------------------------------- | ----------------------------------------- |
|                                            | 宮本武藏 （2014年10月23日-2014年10月29日）        |                                           |
| HERO1+2 （2014年9月22日-2014年10月22日）   | 靈異界限 （2014年10月30日-2014年11月11日）        |                                           |
| 週一至週五 22:00至23:00                    |                                                   |                                           |
| 靈異界限 （2015年8月17日 - 2015年8月27日） | 宮本武藏（重播） （2015年8月28日 - 2015年9月3日） | 戀愛世代 （2015年9月4日 - 2015年9月18日） |

| 香港 無綫網絡電視煲劇1台 星期日 13:45-16:00、18:15-20:30及22:45-01:00 | 香港 無綫網絡電視煲劇1台 星期日 13:45-16:00、18:15-20:30及22:45-01:00 | 香港 無綫網絡電視煲劇1台 星期日 13:45-16:00、18:15-20:30及22:45-01:00 |
| --------------------------------------------------------------------- | --------------------------------------------------------------------- | --------------------------------------------------------------------- |
|                                                                       | 宮本武藏 （2015.02.15 - 2015.02.22）                                  |                                                                       |
| -父親的背影- （2015.01.11 - 2015.02.08）                              | -家族狩獵- （2015.03.01 - 2015.03.29）                                |                                                                       |